# Schwartziella bouryi
Schwartziella bouryi är en snäckart som först beskrevs av Dennis E. Desjardin 1949.  Schwartziella bouryi ingår i släktet Schwartziella och familjen Rissoidae. Inga underarter finns listade i Catalogue of Life.